# Faradż Sa’id ibn Ghanim
Faradż Sa’id ibn Ghanim (arab. فرج سعيد بن غانم; ur. 1937, zm. 25 sierpnia 2007) – jemeński polityk, w latach 1997–1998 premier Jemenu.
Stanowisko premiera objął po wyborach parlamentarnych z 27 kwietnia 1997, nie należał do żadnej partii. Jego 28-osobowy gabinet zaprzysiężono 17 maja. Po niespełna roku na stanowisku zastąpił go Abd al-Karim al-Irjani.